# Bénarès
Varanasi
Cette page contient des caractères d'alphasyllabaires indiens. En cas de problème, consultez Aide:Unicode.
 (mai 2013).
Si vous disposez d'ouvrages ou d'articles de référence ou si vous connaissez des sites web de qualité traitant du thème abordé ici, merci de compléter l'article en donnant les références utiles à sa vérifiabilité et en les liant à la section « Notes et références ».
Bénarès (en hindi : बनारस, banāras, /bən̪ɑːɾəs̪/, en ourdou : بنارس) ou Varanasi (en hindi : वाराणसी, vārāṇasī, /ʋɑrɑɳɐsiː/, en ourdou : وارانسی), située dans l'État indien de l'Uttar Pradesh est la ville la plus sacrée de l'hindouisme et du jaïnisme. Située sur la rive gauche du Gange, la plus sainte des sept rivières sacrées de l'Inde, la ville est considérée comme l'une des plus anciennement habitées du monde. Dédiée principalement à Shiva, elle est la cité qui accueille le plus de pèlerins en Inde. 
Varanasi est également réputée pour sa production de soie et le benares gharana, un style de tabla. Elle était la capitale de la principauté de Bénarès jusqu'en 1947. Varanasi est aujourd'hui le chef-lieu de la division de Varanasi et du district de Vārānasī.

## Toponymie
Le nom « Varanasi » vient probablement de la contraction des noms de deux affluents du Gange, la Varuna, qui coule toujours dans la ville, et l'Assi, non visible si ce n'est un ruisseau près du ghat de l'Assi. Selon une autre hypothèse, le nom proviendrait directement de celui de la rivière Varuna, autrefois appelée Varanasi. Banaras en est une variante populaire, issue du parler moderne dans la région (langues bhodjpourie, hindoustanie, etc.), qui a donné le nom de Bénarès en français et d'autres toponymes similaires dans de nombreuses autres langues.
Dans le Rigveda, la ville est appelée Kasi ou Kâshî, « la Lumineuse » ou « la Resplendissante » (Ville resplendissante de toutes les lumières), en référence à son statut de centre d'érudition, de littérature et de culture. À travers l'histoire, Varanasi a été connue par d'autres noms, notamment Avimukta (« jamais oubliée », en référence à Shiva), Anandavana (« forêt de béatitude ») et Rudravasa (« là où Shiva (Rudra) réside »).

## Géographie
Étant située au centre de la vallée du Gange, la région autour de la ville est très fertile, grâce aux crues du fleuve qui humidifient la terre et permettent ainsi de pratiquer la riziculture. L'agglomération de Varanasi occupe une surface de 112,26 km2. Bénarès est située dans la région dite du Purvanchal, la partie orientale de l'Uttar Pradesh, où la langue et la culture bhodjpourie prédomine.

### Climat
La ville est soumise à un climat tropical humide avec de grandes variations de température entre l'été et l'hiver. Les étés sont longs (d'avril à octobre) avec une saison des moussons de fin juin à mi-septembre. Les vents frais venant de l'Himalaya expliquent les faibles températures d'hiver, qui a lieu à Bénarès durant les mois de décembre à février. La température varie en été entre 32 °C et 46 °C et entre 5 °C et 15 °C durant l'hiver. En moyenne, les précipitations sont de 1 100 mm pour l'année.

## Histoire

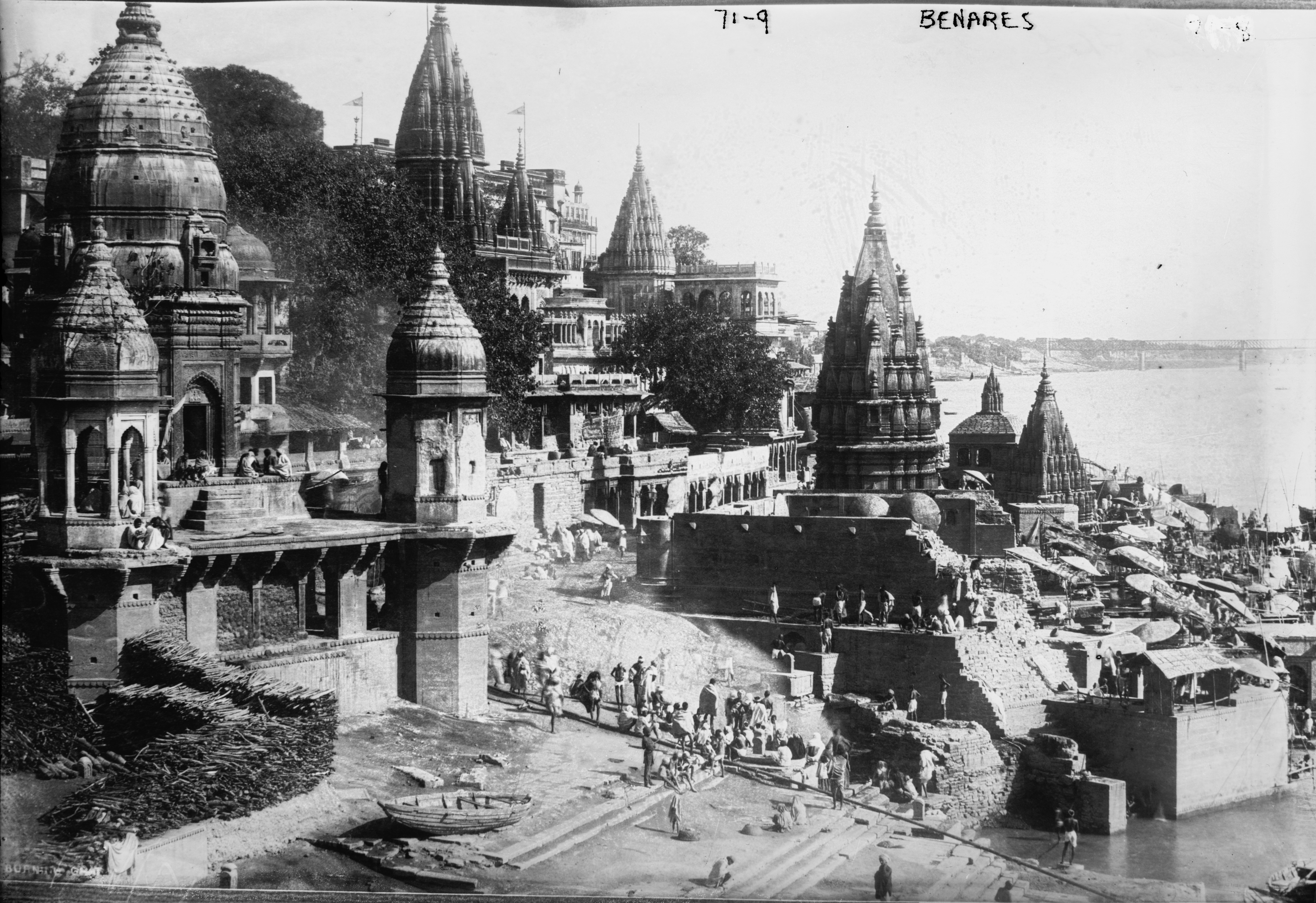
Le ghat de Manikarnika en 1922.

Bien que la tradition la fasse remonter à 3 000 ans avant notre ère, la ville de Varanasi a été probablement fondée au VIIe siècle av. J.-C., ce qui en fait l'un des plus anciens centres urbains continuellement occupé. Antique centre d'études religieuses, c'est dans sa périphérie, à Sarnath, localité située à dix kilomètres au nord, que le Bouddha fait son premier sermon après son Illumination. La ville est mentionnée dans les épopées hindoues du Mahabharata et du Ramayana.
Symbole emblématique de l'hindouisme, elle est pillée ou détruite plusieurs fois par différentes dynasties musulmanes, la première fois par l'armée des Ghaznévides en 1033, les matériaux des temples détruits étant réutilisés pour construire des mosquées. La dernière campagne de destruction est menée par l'empereur moghol Aurangzeb qui renomme la ville Mohammadabad. La ville passe sous contrôle britannique en 1775.
Cette histoire mouvementée explique les tensions constantes entre les communautés dans la ville et la rareté de monuments anciens. La plupart des temples de Bénarès datent des XVIIe et XVIIIe siècles. Cependant elle garde de façon permanente son caractère sacré et sa position de ville majeure de l'hindouisme.
Le poète et réformateur religieux Kabîr, le poète Tulsîdâs et l'acharya Râmeshvar Jhâ y passèrent la majeure partie de leur vie.
La vallée de Bénarès pratique historiquement la culture du pavot de grande qualité à partir duquel est produit l'opium, cette production est contrôlée par l'Empire britannique au XIXe siècle,.
Le 7 mars 2006, la ville de Varanasi connaît un triple attentat, revendiqué par le Lashkar-e-Qadar.

## Démographie
En 1980, la ville compte 800 000 habitants.
En 2025, elle est estimée à 1 800 000 habitants.

## Patrimoine

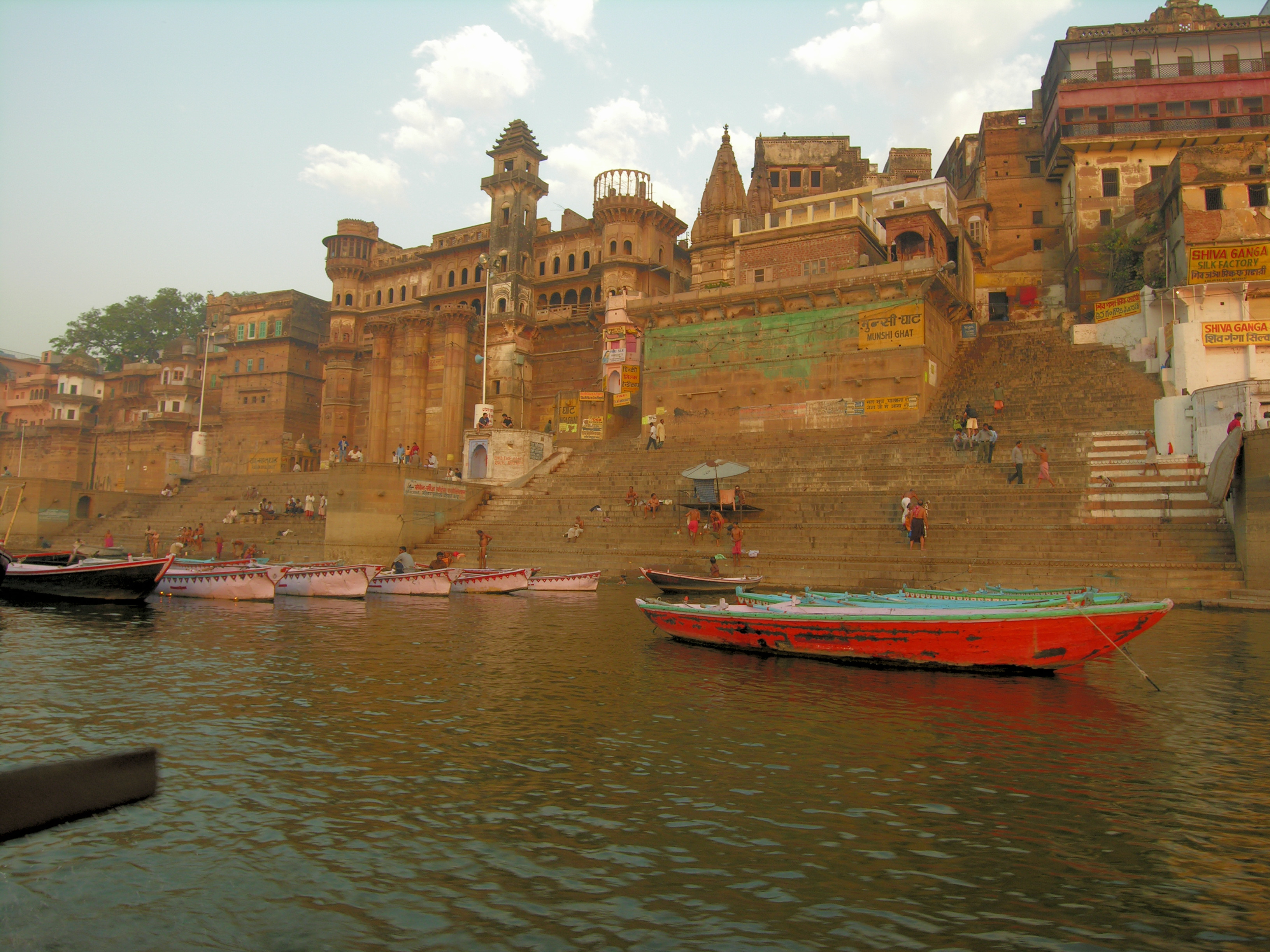
Ghat de Varanasi.

La ville de Varanasi est surtout célèbre pour ses dizaines de ghats, 84 au total, qui s'étirent sur 6,8 km le long de la rive gauche du Gange (qui épouse à Bénarès une forme de croissant). Les ghats sont des escaliers de pierres qui permettent d'accéder au fleuve. Mourir à Varanasi est réputé effacer tous les péchés et mettre un terme au cycle des renaissances, raison pour laquelle des milliers d'hindous souhaitent rendre leur dernier souffle dans cette ville. Deux ghats sont dédiés à la crémation des morts, le plus fameux étant Manikarnika. Il est l'un des plus anciens et des plus sacrés de tous les gaths de Varanasi.
En outre, vers 1740, Jai Singh II de Jaipur construit en surplomb du Man Mandir Ghat un de ses cinq observatoires astronomiques.
Des quelque 1500 temples que compte la ville,,, le plus important est le Kashi Vishwanath ou « temple d'or ». Construit au Xe siècle, il fut plusieurs fois détruit et remplacé par une mosquée. L'édifice actuel, construit de 1750 à 1777, grâce à Ahilya Bai d'Indore, remplace celui détruit par Aurangzeb. Son accès est interdit aux non hindous. Cependant, du fait des destructions lors des conquêtes musulmanes, la plupart des temples anciens ont disparu, et les édifices actuels remontent essentiellement aux XVIIe – XVIIIe siècles. Le  Bharat Kala Bhavan (en) un célèbre musée dont la collection de peintures indiennes, essentiellement des miniatures, est probablement la plus riche du monde[réf. nécessaire]. 
La ville est aussi renommée pour son artisanat : saris de soie brodés, instruments de musique, enluminures, joaillerie, bronzes. Le tourisme occupe également une place de choix dans l'économie locale. Selon le JNNURM, « l'économie globale de la région est dominée par le tourisme ». Les chiffres du tourisme pour 2019 font état de sept millions et demi de touristes indiens et 400 000 touristes internationaux qui ont visité Varanasi - Sarnath. 
La culture musicale de la ville — basée sur la musique hindoustanie — et ses dynamiques ont permis à la ville de rejoindre le réseau des villes créatives de l'UNESCO en 2015, dans le domaine de la musique. 

## Année de la France en Inde
Bénarès fut une des villes indiennes inscrites par une commission mixte franco-indienne pour l'Année de la France en Inde en 1989. L'événement est lancé à Bombay par François Mitterrand le 3 février 1989. À cette occasion furent organisées plusieurs expositions et manifestations sur le patrimoine, la culture, et le lancement de l'assistance française pour la dépollution du Gange.